# Гімн безсмертної батави
«Гімн безсмертної батави», «Присяга батави», «Ми лицарі без жаху і без смерти…» — українська пісня авторського походження, офіційний марш УПА-Захід.  Автор слів —  Василь Пачовський, музика — Станіслава Людкевича.
.

## Історія написання
Пісня була створена на рубежі 1911–1912 років під час підготовки до постановки трагедії Василя Пачовського про гетьмана Петра Дорошенка «Сонце Руїни», яку вперше здійснив у Львові Український театр товариства  «Руська бесіда» 28 січня 1912 року (режисер Йосип Стадник) з нагоди 50-річного ювілею товариства «Руська бесіда» .
Пісня була написана для  чоловічого хору з супроводом фортепіано або симфонічного оркестру.  У 1912 р. видана літографією .

## Виконання
У міжвоєнний період 20–30-х років ХХ століття пісню виконували професійні хорові колективи «Львівський Боян», «Бандурист», «Сурма» і  самодіяльні колективи Галичини під час урочистих заходів, присвячених Тарасові Шевченку і гетьману Іванові Мазепі, під час вшанування героїв Крут і посвячення пластових прапорів. 
28 травня 1933 року пісня стала   вінцем   урочистої  програми з  відкриття надгробного пам’ятника Іванові Франку на Личаківському кладовищі у Львові . Її виконали  чоловічі хори студентського товариства  «Бандурист» і хорового товариства «Сурма» під орудою Івана Охримовича .

## Офіційний маршУПА-Захід
Відомий наказ УПА-Захід ч. 17 від 1 січня 1946 р. за підписом Василя Сидора – «Шелеста», де йде мова про вивчення цієї пісні всіма повстанцями: «Заряджується вивчення всіми тексту й мелодії «Маршу УПА-Захід» до 6-ти тижнів після одержання наказу» .
Проте як марш УПА-Захід пісня була прийнята раніше, очевидно, у 1944 р., бо вже у березні 1945 р. її поширювали з таким підзаголовком.
Збереглися деякі підпільні видання із вміщеним у них маршем УПА-Захід, зокрема «Літопис УПА» (1947), збірник матеріалів «Шлях до волі» (1949),  співаник «Нас питають якого ми роду…» (1949) та деякі ін. .
У 1947–1948 рр. відділи УПА, які здійснювали рейди в Західну Європу, принесли сюди цю та інші повстанські  пісні. У 1950 році у місті Регенсбург (Німеччина) побачив світ «Співаник УПА», виданий Закордонними частинами Організації Українських Націоналістів і Братством бувших вояків УПА ім. св. Юрія Переможця. Збірку повстанських пісень відкриває «Гімн безсмертної батави» .
Разом з українськими емігрантами  пісня  подолала океан і поширилася у Канаді і США. На святковій академії, влаштованій у 1949 році українським громадянством  міста Нью-Йорк з нагоди 7-ї річниці Української Повстанської Армії, її  виконав український хор «Боян» під орудою професора Івана Недільського.

## Варіанти
| ГІМН БЕЗСМЕРТНОЇ БАТАВИ Марш УПА-Захід Ми лицарі без жаху і без смерти, На злочин світу станем без ваги, Ми присяглися долю переперти, Роздерти присуд смерти ваш, боги! Роздерли Україну ви на чверти, Безсмертну душу вперли в ланцюги, Та ми зродились, щоб за неї вмерти, Роздерти присуд смерти ваш, боги! Нас не злякають танки, ні канони, Ми славим правду, Бога, новий світ. Вас прокляли замучених мільйони, На месть нас гонить кров їх з роду в рід. Народ безсмертний переможе в бою І встане месник із кривавих мук, За нами встане лавою страшною Мільйон мільйонів мускулястих рук! Здвигнем з заліза, з крови, із завзяття Державу від Дунайця по Кавказ. Ми лицарі, що скинемо прокляття, За смерть ми смертю покараєм вас. |

| ГИМН БЕЗСМЕРТНОЇ БАТАВИ З циклу «Присяга Борців України» Ми лицарі без жаху і без смерти, На злочин Польщі встанем без ваги, І мусим кров’ю волю переперти, Роздерти засуд смерти ваш, боги! Роздерли Україну ви на чверти, Народ безсмертний вперли в ланцюги; Ми лицарі без жаху і без смерти, Злочинців світа виб’єм до ноги! Нас не злякають танки ні канони, Ми ставим правду, Бога, новий світ. Вас прокляли упавші міліони, На месть нас гонить кров їх з роду в рід: Що ви здоптали Божії закони, Що ви зломали вічний заповіт — Нас не злякають танки ні канони Ми ставим правду, Бога, новий світ! За нами встане лавою страшною Мільйон мільйонів мускулястих рук. А ляжемо від зради і розбою — Як гордих предків нас прославить внук. |

| Народ безсмертний переможе в бою І встане месник із кровавих мук — За нами встане лавою страшною Мільйон мільйонів мускулястих рук! Здвигнем з заліза, з крови і з завзяття Державу від Дунайця по Кавказ. Ми лицарі, що скинемо прокляття — За смерть ми смертю покараєм вас! За честь на смерть ми підем без каяття Безсмертя з душ не вирвете від нас; Здвигнем з заліза, з крови і з завзяття Державу від Дунайця по Кавказ! 1923 р. . |

## Сучасні виконавці
Найактивнішим популяризатором «Гімну безсмертної батави», а також інших стрілецьких пісень є  Тарас Компаніченко .